# Gustav Elten
Gustav Elten (* 19. März 1803 in Treptow an der Rega; † 14. Juni 1891 in Bonn) war ein königlich preußischer Generalleutnant und zuletzt Brigadier der Artillerie-Brigade 2.

## Herkunft
Seine Eltern waren der Senator von Treptow August Ferdinand Elten und dessen Ehefrau Anna Christiane Elisabeth Siel.

## Leben
Er ging am 24. September 1816 in die preußische Armee, wo er in die 2. Artillerie-Brigade kam. Am 28. Oktober 1820 wurde er Portepeefähnrich und von 1820 bis 1822 an die vereinigte Artillerie- und Ingenieurschule abkommandiert. Am 18. Juli 1822 wurde er zum Premier-Lieutenant befördert, am 26. Januar 1834 kam er als 2. Adjutant in die 1. Artillerie-Inspektion. Er wurde am 2. Januar 1836 als Premier-Lieutenant mit Patent zum 3. August 1833 in die 3. Artillerie-Brigade versetzt, blieb aber weiter 2. Adjutant. Am 4. Mai 1841 wurde er zum Hauptmann in der Adjutantur ernannt. Von dort kam er am 2. Mai 1844 als Kompaniechef in die Garde-Artilleriebrigade. Am 18. Dezember 1847 wurde er in die Adjutantur versetzt und dort als Adjutant der 3. Artillerie-Inspektion eingesetzt. Am 10. Mai 1848 zum Major befördert, kam er am 21. Februar 1853 als Abteilungskommandeur in die 1. Artillerie-Brigade. Dort wurde er am 2. März 1853 zum Oberstleutnant ernannt und am 5. Mai 1855 als Kommandeur in das 5. Artillerie-Regiment versetzt. Am 12. Juli 1855 wurde er Oberst und kam am 11. März 1858 als Kommandeur in die 2. Artillerie-Brigade. Am 22. November 1858 wurde er zum Generalmajor und Brigadier befördert, dazu erhielt er am 28. Juli 1859 den Pensionsanspruch für seinen Dienstgrad. Am 3. Oktober 1859 wurde er mit dem Roten Adlerorden 3. Klasse mit Schleife ausgezeichnet, am 1. Juli 1860 wurde er Brigadier der Artillerie-Brigade 2. Er bekam am 18. Oktober 1861 den Roten Adlerorden 2. Klasse mit Eichenlaub, bevor er am 1. Dezember 1863 als Generalleutnant mit Pension zur Disposition gestellt wurde. Er starb am 14. Juni 1891 in Bonn und wurde im Familiengrab auf dem Friedhof in Honnef beigesetzt.

## Familie
Er heiratete am 15. Januar 1837 in Treptoe Mathilde Brummer (* 27. Dezember 1814; † 5. Januar 1887), eine Tochter des Kammerrats Karl Friedrich August Brummer.